# Terrorisme en 1993

## Événements

### Janvier
- 30 janvier, Colombie : un attentat à la voiture piégée à Bogota, attribué au cartel de Medellín, fait vingt-cinq morts et soixante-dix blessés[réf. souhaitée].

### Février
- 26 février, États-Unis : un attentat au camion piégé dans le sous-sol du World Trade Center à New York, fait six morts et un millier de blessés[1].

### Mars
- 12 mars, Inde : une série d'attentats à Bombay vise plusieurs bâtiments : treize bombes explosent, contre la bourse de Bombay, des banques, des hôtels, des marchés. Deux cent cinquante-sept personnes sont tuées et sept cent treize blessées. Ces attentats auraient été perpétrés en représailles à la destruction de la mosquée d'Ayodhya en décembre 1992[2].
- 17 mars, Inde : deux bombes explosent dans une banlieue résidentielle de Calcutta, tuant au moins soixante personnes et blessant au moins une centaine d'autres.[réf. nécessaire]
- 20 mars, Royaume-Uni : les attentats de Warrington, perpétrés par l'IRA provisoire, causent la mort de deux enfants et font cinquante-six blessés[3].

### Avril
- 24 avril, Royaume-Uni : un attentat à l'aide d'une voiture piégée contenant une tonne d'explosifs est perpétré par l'IRA provisoire à la City de Londres. Le bilan fait état d'un mort et quarante-sept blessés. Les dégâts sont évalués à 400 millions de livres sterling[4].

### Mai
- 1er mai, Sri Lanka : un attentat-suicide commis par un militant des Tigres tamouls à Colombo visant Ranasinghe Premadasa fait plus de dix morts, y compris le Président de la République du Sri Lanka.
- 27 mai, Italie : l'attentat mafieux contre la Galerie des Offices à Florence fait cinq morts[5][source insuffisante].
- 29 mai, Allemagne : un groupe néo-nazi incendie une maison habitée par des turcs à Solingen, causant la mort de cinq personnes[6]

### Juin
- 21 juin, Espagne : un double attentat revendiqué par l'ETA à Madrid fait sept morts.

### Juillet
- 2 juillet, Turquie : un incendie volontaire fait trente-cinq morts à Sivas.
- 27 juillet, Italie : l'attentat mafieux contre le musée d'Art contemporain de Milan fait cinq morts[5][source insuffisante].

### Octobre
- 23 octobre, Irlande du Nord : un attentat de l'IRA dans un fief protestant de Belfast fait dix morts et cinquante blessés[7].
- 31 octobre, Irlande du Nord : un attentat de l'Ulster Volunteer Force dans le comté de Londonderry fait sept morts et dix blessés[8].